# Ummidia ferghanensis
Espèce
Synonymes
- Cteniza ferghanensis Kroneberg, 1875

Ummidia ferghanensis est une espèce d'araignées mygalomorphes de la famille des Halonoproctidae.

## Distribution
Cette espèce se rencontre en Asie centrale.

## Publication originale
- Kroneberg, 1875 : Araneae. Puteshestvie v Tourkestan. Reisen in Turkestan. Zoologischer Theil. Gesellschaft der Naturforscher in Moskau, vol. 19, p. 1-58